# Erfolgsort (Schuldrecht)
Der Erfolgsort bezeichnet im Schuldrecht den Ort, an dem der Erfolg einer geschuldeten Leistung eintritt. Er ist zu unterscheiden vom Leistungsort (auch Erfüllungsort genannt), an dem die Leistungshandlung vorzunehmen ist, und vom deliktischen Erfolgsort.
Im gesetzlichen Regelfall der Holschuld (§ 269 BGB) liegen der Erfolgsort wie auch der Leistungsort beim Schuldner; bei der gesetzlich nicht geregelten Bringschuld liegen beide Orte beim Gläubiger. Nur bei der Schickschuld (§ 270, § 447 BGB) fallen die beiden Orte auseinander, dann liegt der Leistungsort zwar beim Schuldner, der Erfolgsort aber beim Gläubiger. 
Die Bestimmung hat im Einzelfall Bedeutung für den Gefahrübergang, die Frage, ob ein Anspruch erfüllt worden ist und den Gerichtsstand. Für Streitigkeiten aus einem Vertragsverhältnis besteht regelmäßig auch ein besonderer Gerichtsstand am Leistungs-/Erfüllungsort (§ 29 Abs. 1 ZPO).